# Waitrose
Waitrose – sieć brytyjskich supermarketów. Firma uważana jest za przeznaczoną dla klientów klasy wyższej, jednak ceny są porównywalne do innych supermarketów. Firmą macierzystą jst John Lewis Partnership.
Firma dostarcza produkty spożywcze, wino i alkohole na dwór królewski.
Waitrose posiada 329 sklepów. 

## Historia
Firmę założona w roku 1904 przez Wallace'a Waite, Arthura Rose i Davida Taylora - ten ostatni wycofał się po dwóch latach. Pierwszy sklep otwarto w 1904 roku w Acton pod nazwą "Waite, Rose & Taylor". W 1908 roku Waite i Rose zmienili nazwę firmy na Waitrose. Z powodu złego stanu zdrowia Rose opuścił firmę w 1924 roku. W roku 1937 Waitrose, mając wówczas 10 sklepów, zostało przejęte przez John Lewis Partnership, będącego właścicielem domów towarowych John Lewis i Peter Jones. Wallace Waite został w branży aż do przejścia na emeryturę w 1940.
Obecnego kształtu nabrała na początku lat osiemdziesiątych.